# محوطه نظرآباد (سرباز)
محوطه نظرآباد مربوط به دوره اشکانیان - سده‌های ماینه تا متاخر دوران‌های تاریخی پس از اسلام است و در شهرستان سرباز، بخش مرکزی، دهستان پاروود، ۲۵ کیلومتری شمال راسک، جنوب روستای نظرآباد واقع شده و این اثر در تاریخ ۲۶ اسفند ۱۳۸۷ با شمارهٔ ثبت ۲۵۸۹۱ به‌عنوان یکی از آثار ملی ایران به ثبت رسیده است.